# Station Rotterdam Centraal
Station Rotterdam Centraal is het centraal station van Rotterdam. Het station verwerkt gemiddeld dagelijks 100.000 reizigers. Het huidige stationsgebouw, gelegen aan het Stationsplein, werd op 13 maart 2014 officieel geopend door koning Willem-Alexander. Het treinstation telt zeven perrons met dertien perronsporen en twee doorgaande sporen zonder perron, de sporen 5 en 10. Spoor 1 werd begin 2018 opgebroken met de verbreding van het zijperron langs het stationsgebouw tot aan het tot dan toe perronloze, doorgaande spoor 2.

## Geschiedenis

### Voorgeschiedenis

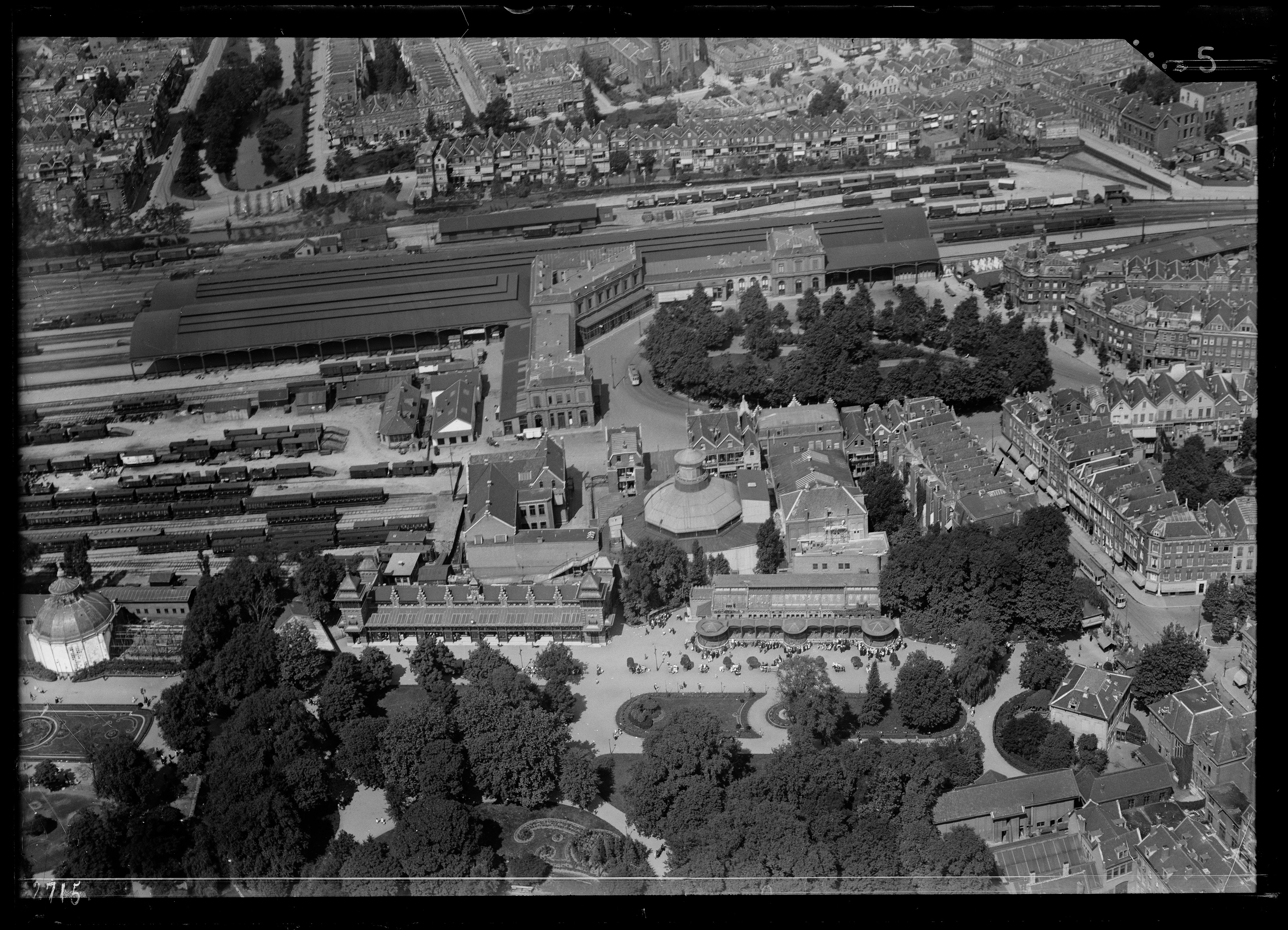
Station Rotterdam Delftsche Poort met de Diergaarde vóór het bombardement van mei 1940, Luchtvaartafdeeling, 1920-1940

Voor de Tweede Wereldoorlog had Rotterdam niet een centraal station, maar vier stations die in en rond het centrum gelegen waren en waarvandaan reizigers in verschillende richtingen reisden. Dit waren de stations Delftse Poort (richting Schiedam, Den Haag HS en Amsterdam CS en Dordrecht), Beurs (Dordrecht en Delftsche Poort), Maas (richting Gouda en Utrecht) en Hofplein (richtingen Den Haag HS/Scheveningen).
Treinen uit de richting Dordrecht konden sinds 1877 over het luchtspoor doorrijden van Halte Mallegat naar station Delftsche Poort. Treinen uit de richting Utrecht eindigden van 1858 tot 1953 op station Maas. In 1953 werd station Maas gesloten en afgebroken, omdat er een nieuw tracé in gebruik was genomen. Daarbij werd de trein vanuit Utrecht over het noordelijke gedeelte van de Ceintuurbaan geleid, die tot dan toe Station DP met Station Maas verbond. De oude halte  "Hillegersberg/Straatweg" in dat traject werd in datzelfde jaar met een nieuw stationsgebouw  geopend als stoptreinhalte Rotterdam Noord. Dit was tot in 1967 de enige Rotterdamse stopplaats voor de internationale treinen Hoek van Holland – Utrecht – Amersfoort – Hengelo – Duitsland (en Polen/Rusland), omdat die vanuit Hoek van Holland niet langs het Centraal Station kwamen. 
In 1957 werd Rotterdam CS geopend, dat als uiteinde van de nieuwe verkeersader zorgde voor een verbinding vanuit het centrum van Rotterdam in alle richtingen, inclusief Gouda en verder naar Utrecht en Den Haag HS via Schiedam en Delft.
Niet alle spoorlijnen werden volledig op het Centraal Station aangesloten: de treinen over de Hofpleinlijn reden nog tweemaal per uur naar station Rotterdam Hofplein (en eenmaal per uur vanaf station Rotterdam Kleiweg over de Ceintuurbaan naar Rotterdam CS) (tussen 1953 en 1975). Sedert 17 augustus 2010 wordt het vervoer via het Hofpleinlijntracé naar Den Haag met metro's van de RandstadRail volledig via het Centraal Station afgewikkeld en werd het nabije station Hofplein definitief gesloten.

### Eerste stationsgebouw (1957)

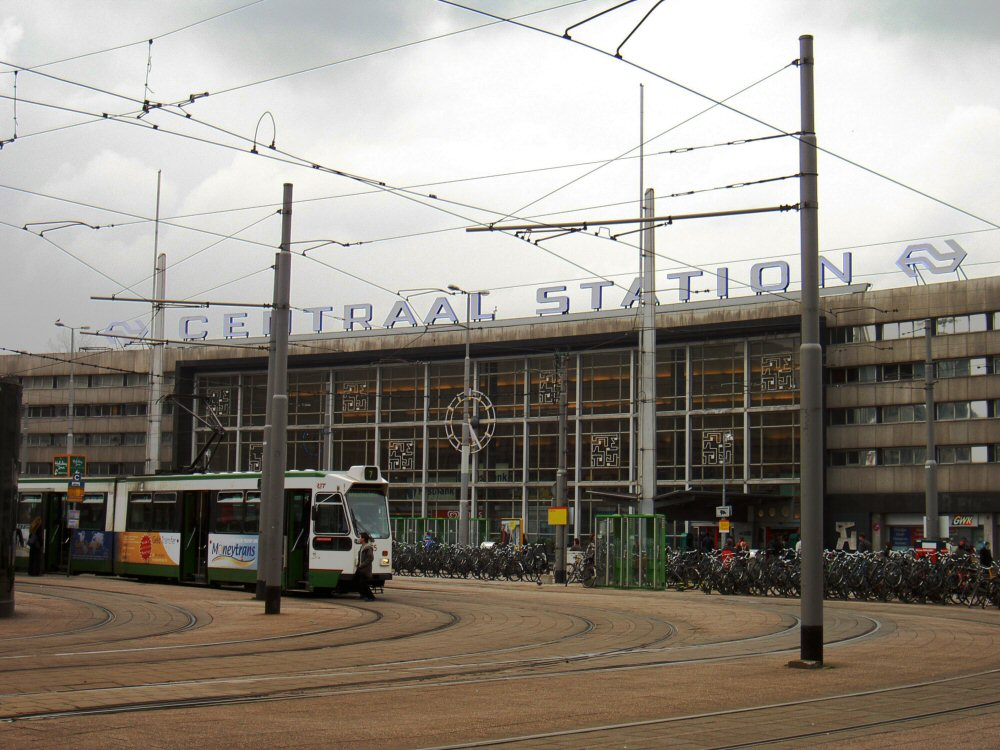
Voorgevel van het in 1957 gebouwde stationsgebouw (april 2005).

Het eerste Centraal Station van Rotterdam, in de wandeling Rotterdam CS geheten, werd op 21 mei 1957 officieel geopend. De architect Sybold van Ravesteyn ontwierp het stationsgebouw. Het station verving het station Delftse Poort dat tijdens het bombardement op Rotterdam beschadigd was. Het stationsgebouw werd in 2007 gesloten en het jaar erop gesloopt om plaats te maken voor nieuwbouw. In 2007 maakten dagelijks zo'n 110.000 reizigers gebruik van Centraal Station in Rotterdam.
Op 9 februari 1968 opende prinses Beatrix de Rotterdamse metro, de eerste metrolijn in Nederland, op Rotterdam CS. Hierdoor kreeg het centraal station een metroverbinding met Rotterdam-Zuid, de noord-zuidlijn genaamd (tegenwoordig: lijn D). Het eerste metrostation had één eilandperron met twee sporen. Op 28 september 2009 is een nieuw en ruimer opgezet ondergronds metrostation geopend pal naast het oude, dat gesloopt werd. Het nieuwe station, dat veel lichter oogt, heeft twee eilandperrons met drie sporen.

### Huidige stationsgebouw (2014)

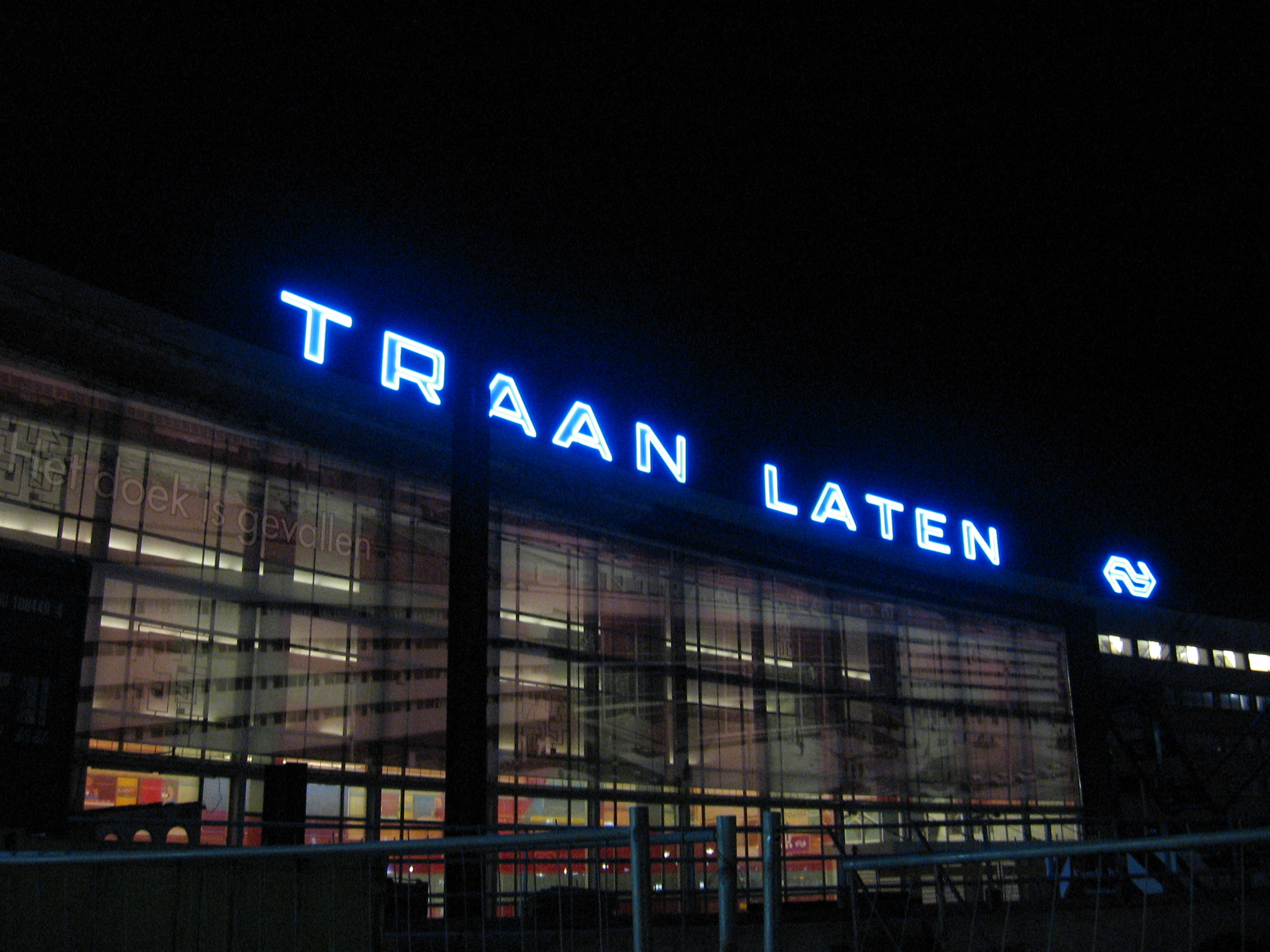
Peter Hopman' Traan laten, Rotterdam CS, 2007

Op 13 maart 2014 werd het nieuwe stationsgebouw officieel geopend door Koning Willem-Alexander. Voor dit station was in 2004 begonnen met een totale reconstructie van het station en zijn omgeving om het toenemende verkeer van treinen, bijvoorbeeld de hogesnelheidstrein tussen Amsterdam, Brussel en Parijs, te kunnen verwerken en om de RandstadRail haar plaats te kunnen geven. Zo werd voor 2025 gerekend op 320.000 reizigers per dag. Om deze toename aan te kunnen was een nieuw station nodig. Ook was het bestaande station, met name de reizigerstunnel, te klein geworden om het grote aantal passagiers te verwerken.
In juni 2004 gaven ProRail en de gemeente Rotterdam de opdracht aan Team CS, een coöperatie tussen Benthem Crouwel Architekten, Meyer en Van Schooten, en West 8 om de plannen uit te werken tot een ontwerp voor het nieuwe centraal station.
Op 16 mei 2006 onthulde burgemeester Opstelten een kunstwerk van Onno Poiesz bestaande uit het woord EXIT, dat achter de ramen van de voorgevel bevestigd werd. Een deel van de letters "CENTRAAL STATION" die tot aan de sluiting van het station op het gebouw stonden is door Peter Hopman en Margien Reuvekamp van Bureau Lakenvelder in een andere volgorde gezet zodat zij tot aan de sloop van het gebouw de ode "TRAAN LATEN" toonden. De definitieve sluiting van het oude station vond plaats op 2 september 2007, in aanwezigheid van burgemeester Opstelten, om een begin te kunnen maken met de afbraak. Tussen 16 januari 2008 en eind maart 2008 werd het stationsgebouw geheel afgebroken.

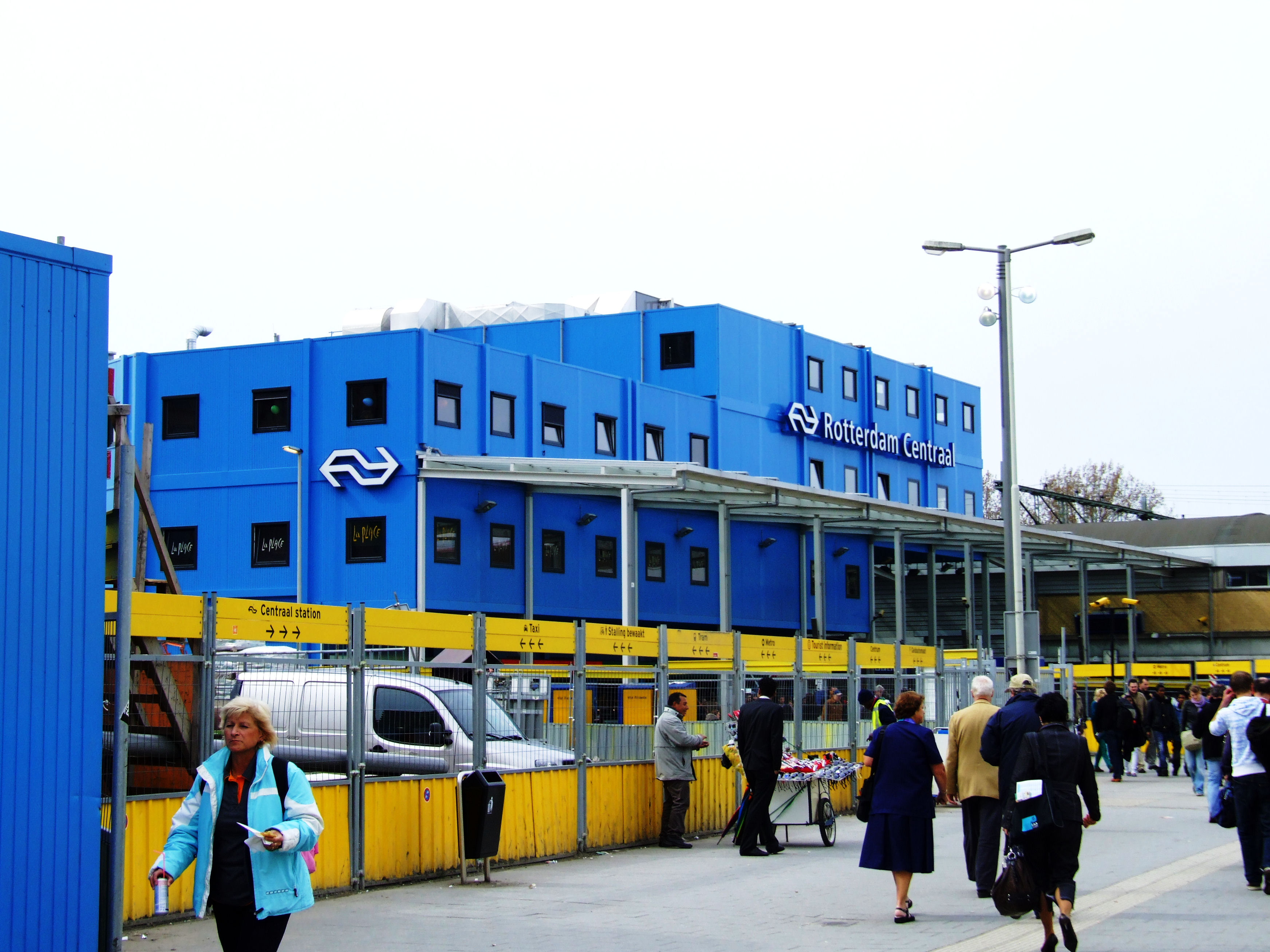
Tijdelijk station, april 2008

Passagiers moesten jarenlang gebruikmaken van voorzieningen in een tijdelijk onderkomen, een smurfenblauw gebouwencomplex aan de Conradstraat op de noordoosthoek van het Groothandelsgebouw. De fietstunnel fungeerde hierbij tijdelijk als reizigerspassage. Op 28 november 2012 is de zes keer zo brede, nieuwe reizigerstunnel geopend en op 28 augustus 2013 is de fietstunnel na renovatie weer voor fietsers (en voetgangers) opengesteld; de zogeheten speculaasjes, kunstwerken die de vleugels van het oude centraal station sierden, staan nu boven de uiteinden van de fietstunnel. Aan de zuidzijde zijn op uitdrukkelijk verzoek van de Rotterdamse bevolking, de klok en de letters 'Centraal Station', in de belettering die architect Van Ravesteyn op het oude station had laten aanbrengen, teruggekeerd. Rotterdam Centraal, zoals het station tegenwoordig officieel heet, heeft een moderne stationskap gekregen die (in tegenstelling tot het vorige station met alleen perronkappen) de perrons en sporen volledig overspant en daarmee reizigers optimaal beschermt tegen regen en wind. Een voorziening die past bij de status van Rotterdam Centraal als groot en internationaal station. Aan de westelijke zijde van de tunnel zijn er richting de meeste perrons drie roltrappen. Twee van de drie roltrappen zijn neergaand zodat op deze manier reizigers van een gearriveerde trein in korte tijd naar de reizigerstunnel geleid kunnen worden. Aan de oostelijke zijde van de tunnel is er bij de meeste perrons een roltrap (opgaand) en een vaste trap. Rotterdam Centraal en station Amsterdam Bijlmer ArenA zijn de enige treinstations in Nederland waarbij perrons aan één zijde drie roltrappen hebben.

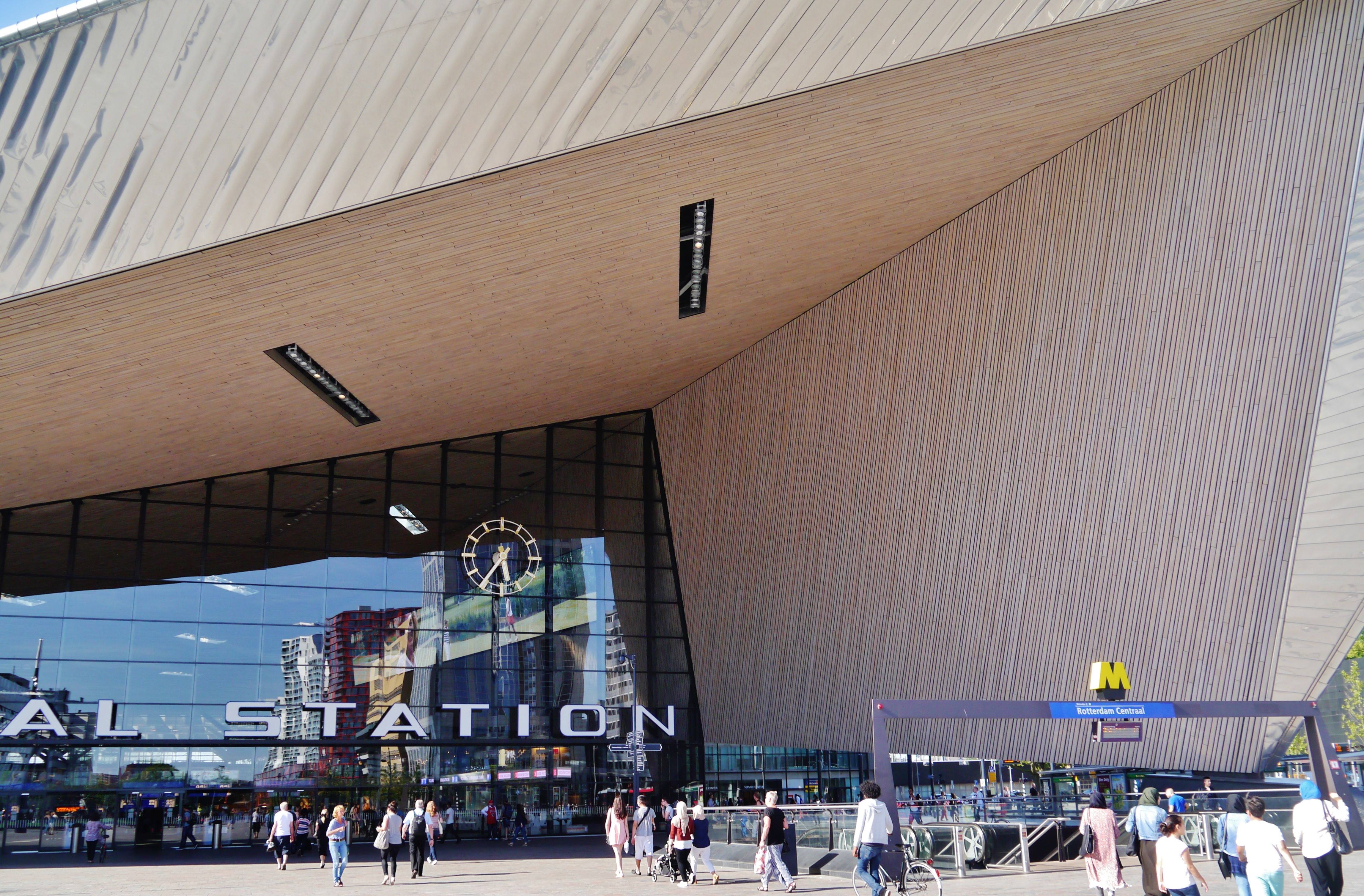
De ingang van het nieuwe station

Ook het oude metrostation Rotterdam Centraal met twee sporen om een eilandperron werd vernieuwd en uitgebreid mede ten behoeve van de RandstadRail-verbinding met Den Haag Centraal. Op de plaats waar het eilandperron van het oude metrostation lag, liggen nu wissels. Het tracé van de RandstadRail Metrolijn E werd met een nieuwe tunnel bij Rotterdam Centraal op het bestaande metronetwerk aangesloten. Het nieuwe metrostation heeft drie sporen en twee eilandperrons. Spoor 1 bedient metrolijn E, onderdeel van de RandstadRail, richting Den Haag Centraal. Spoor 2 is voor metrolijn E richting Slinge; tijdens extra diensten tussen Slinge en Rotterdam Centraal v.v. wordt spoor 2 ook gebruikt als eindpunt van metrolijn D. Spoor 3 ligt tussen de twee eilandperrons; uniek is dat op dit spoor aan beide zijden de deuren van de metro worden geopend. Dit laatste spoor wordt gebruikt als beginpunt van metrolijn D naar Spijkenisse De Akkers.
Op 28 september 2009 werd het nieuwe metrostation geopend, nadat het twee dagen voor werkzaamheden gesloten was geweest. De verbinding voor de RandstadRail werd op 16 augustus 2010 officieel geopend; zij was een dag later ook beschikbaar voor de reizigersdienst.
Op 26 maart 2014 werd een van de zestigjarige platanen die in 2005 moesten 'verhuizen' om ruimte te maken voor de verbouwing van het station, in de Conradstraat geplant.

## Stationshal

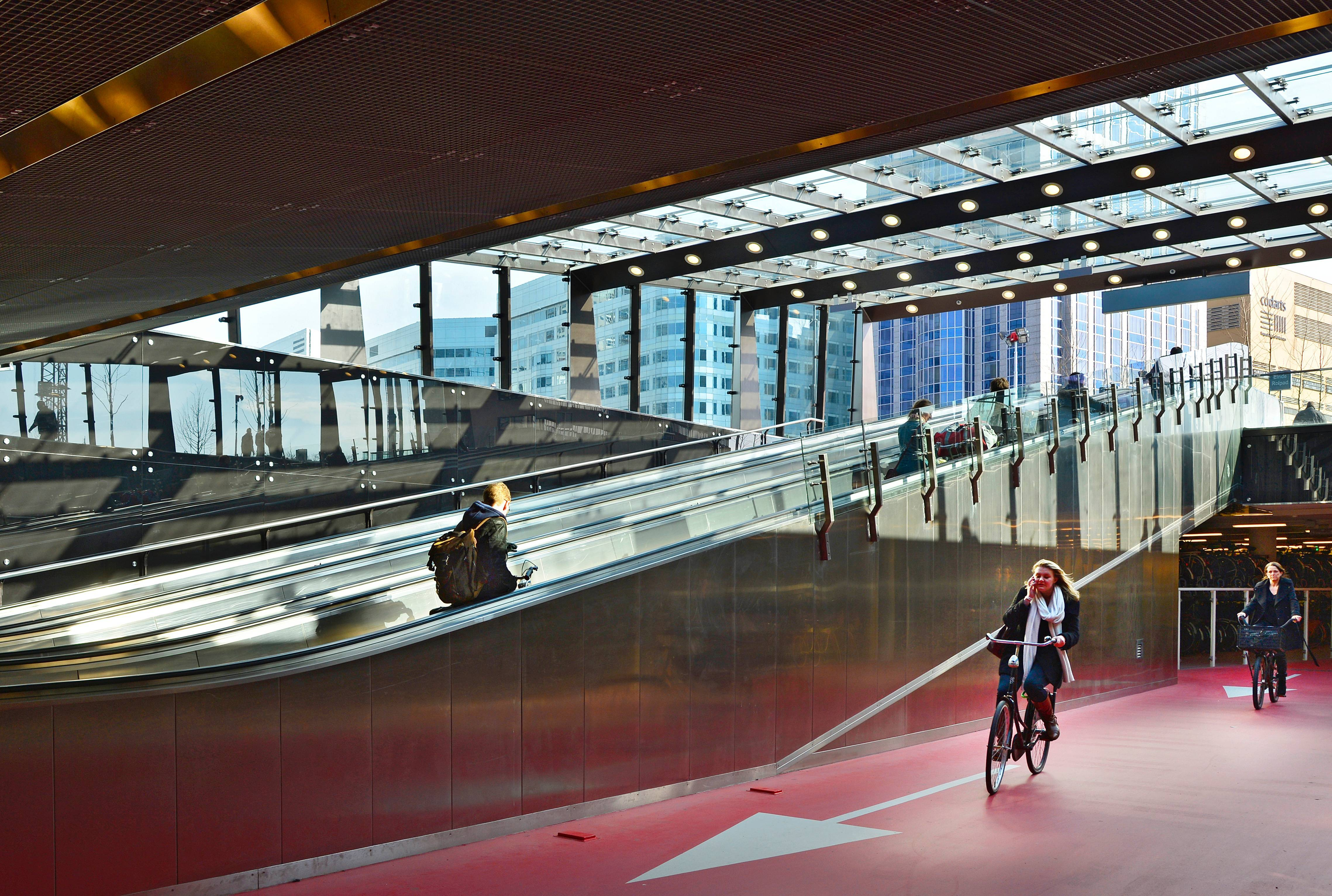
De fietsentree van het station

### OV-chipkaart
Het station is sinds 1 mei 2015 afgesloten met OVC-poorten. Rotterdam Centraal is het eerste grote station waarop dat gebeurd is. De sluiting van de poortjes is versneld in verband met de agressie jegens spoorpersoneel die vooral samenhangt met zwartrijden (meestal het niet inchecken met een ov-chipkaart). Om internationale reizigers die hier overstappen de gelegenheid te geven om in of uit te checken zijn er OVC-paaltjes op het perron voor internationale treinen aanwezig.

### Voorzieningen
Er is een gezamenlijke servicewinkel van de NS en de RET geopend.
Er bevinden zich in de reizigerspassage onder meer twee AH to go's, een HEMA, een Dudok en twee vestigingen van Starbucks. Aan de zuidzijde is een ondergrondse fietsenstalling voor ruim 5.000 fietsen gerealiseerd. Zowel aan de noord- als de zuidzijde zijn taxistandplaatsen.
Onder het Kruisplein is een ondergrondse parkeergarage met daarbovenop een waterberging gebouwd; deze garage is toegankelijk vanuit de zuidelijke (= west-oost) buis van de Weenatunnel en is ondergronds verbonden met de parkeergarage onder het Schouwburgplein.

## Vervoerknooppunt

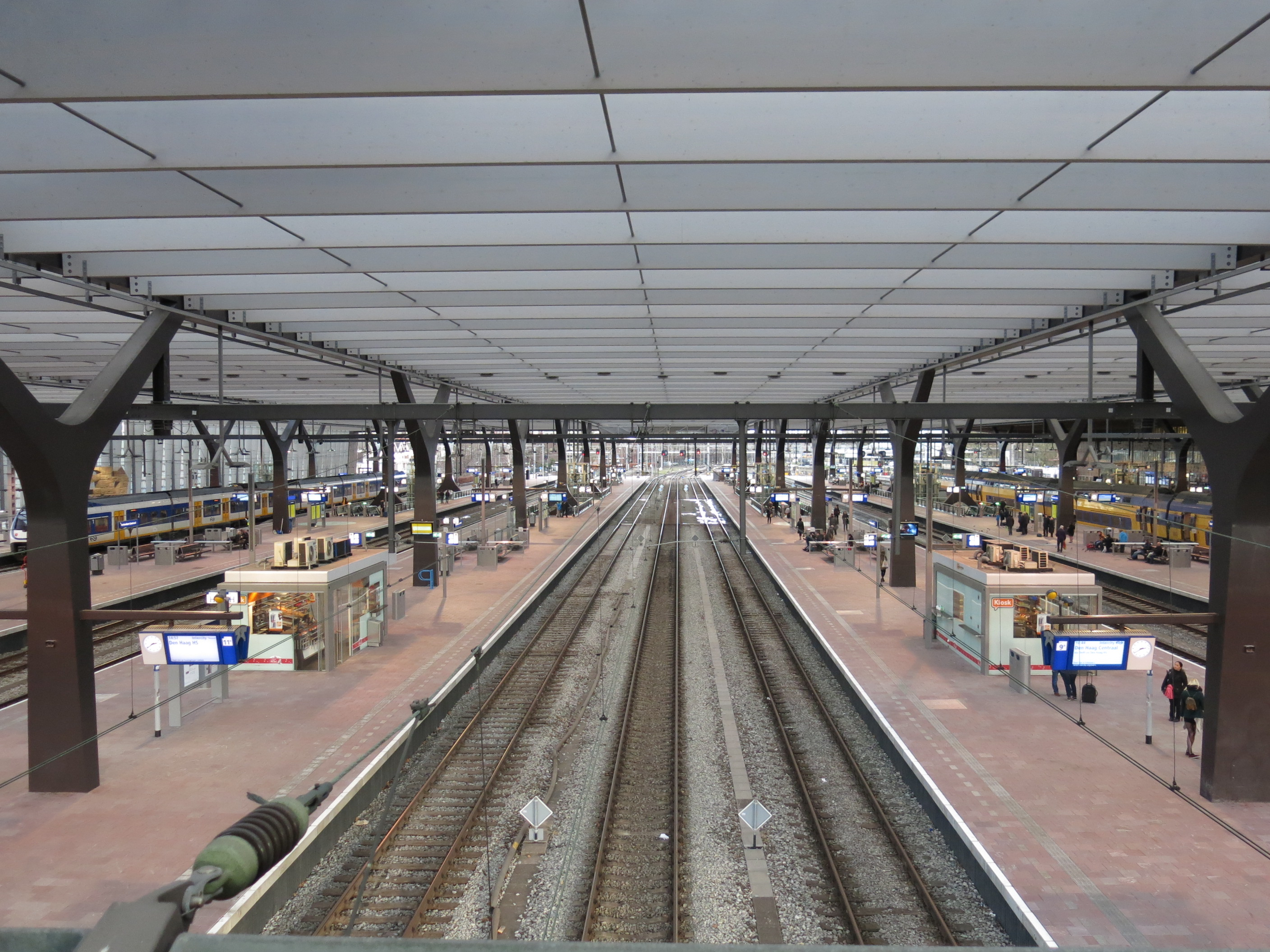
Uitzicht vanaf loopbrug op de perrons

Vanuit het Rotterdamse Centraal Station rijden treinen in de richtingen Delft – Den Haag HS – Amsterdam Centraal (Oude Lijn), Gouda – Utrecht, Gouda – Amsterdam Centraal – Uitgeest en Dordrecht – Roosendaal/Breda en verder. Daarnaast doet ook de HSL Rotterdam aan, die via een eigen tracé via Schiphol met Amsterdam is verbonden en naar het zuiden met Breda, Antwerpen en Brussel.
Met Schiphol en de stations Amsterdam Centraal, Den Haag Centraal, Leiden Centraal en Utrecht Centraal behoort Rotterdam Centraal tot de drukste stations in Nederland.
Het ondergrondse metrostation Rotterdam Centraal wordt aangedaan door de metrolijnen D en E van de Rotterdamse metro. Voorts is het station het belangrijkste knooppunt van de Rotterdamse tram – aan de zijkant van het stationsplein, voor het gebouw Delftse Poort, stoppen alle Rotterdamse tramlijnen, behalve lijn 2. Drie stadsbuslijnen en één streekbuslijn van de RET hebben een halte op het busplatform aan de Conradstraat tussen het Groothandelsgebouw en de spoorlijn. Behalve de nachtbuslijnen wordt het station niet meer aangedaan door andere streekbuslijnen. Deze hebben hun eindpunt op Zuidplein, Capelsebrug, Kralingse Zoom, Schiedam, Rodenrijs, Noord en Alexander.

### Treinen
Vanuit het Rotterdamse Centraal Station kan men binnen Nederland in alle windrichtingen reizen per trein. Daarnaast zijn er rechtstreekse treinen naar België, Duitsland, Frankrijk, Tsjechië en Groot-Brittannië. Het station wordt in de dienstregeling 2025 door de volgende treinseries bediend:
| Serie            | Treinsoort                                       | Route | Bijzonderheden |
| ---------------- | ------------------------------------------------ | --- | --- |
| 450              | European Sleeper (European Sleeper)              | Brussel-Zuid – Antwerpen-Centraal – Roosendaal – Rotterdam Centraal – Den Haag HS – Schiphol Airport – Amsterdam Centraal – Amersfoort Centraal – Deventer – Bad Bentheim – Berlin Hbf – Dresden Hbf – Praha hl.n. | Stopt 2-3x per week. Stopt richting Brussel niet op Schiphol Airport en Den Haag HS. |
| 1100             | Intercity (NS)                                   | Den Haag Centraal – Den Haag HS – Delft – Rotterdam Centraal – Breda – Tilburg – Eindhoven Centraal | Via HSL. Stopt niet in Schiedam Centrum en Rotterdam Blaak. |
| 1400             | Intercity (NS)                                   | Utrecht Centraal – Amsterdam Centraal – Schiphol Airport – Den Haag HS – Rotterdam Centraal | Nachtnet. In beide richtingen stopt de eerste trein (in beide richtingen rond 1:30 uur) op Amsterdam Bijlmer ArenA. In de nacht van dinsdag op woensdag zijn er werkzaamheden aan de Westtak. Deze serie stopt dan niet op Schiphol Airport. Dat station wordt dan bediend door intercity 11400. |
| 1800             | Intercity direct (NS)                            | Breda – Rotterdam Centraal – Schiphol Airport – Amsterdam Zuid – Duivendrecht – Hilversum – Amersfoort Centraal – Amersfoort Schothorst | Via HSL. Rijdt na circa 20:00, op zaterdagochtend tot 9:00 en op zondagochtend tot 9:30 niet tussen Breda en Rotterdam Centraal. |
| 11800            | Intercity direct (NS)                            | Rotterdam Centraal – Schiphol Airport – Amsterdam Zuid | Via HSL. Rijdt enkel eenmaal in de late avond van zondag t/m donderdag en alleen richting Amsterdam Zuid. |
| 2000             | Intercity (NS)                                   | Rotterdam Centraal – Gouda – Utrecht Centraal | Rijdt tot circa 20:30. Op zaterdagochtend start deze serie op rond 10:00 en op zondagochtend rond 11:00. |
| 2200             | Intercity (NS)                                   | Amsterdam Centraal – Amsterdam Sloterdijk – Haarlem – Leiden Centraal – Den Haag HS – Delft – Schiedam Centrum – Rotterdam Centraal – Dordrecht – Roosendaal – Vlissingen | Rijdt op weekdagen overdag 1x/uur en vormt een halfuurdienst met series 2300 (tussen Amsterdam Centraal en Roosendaal) en 6500 (tussen Roosendaal en Vlissingen). 's Avonds en in het weekend rijdt deze serie 2x/uur.                                                                           |
| 2300             | Intercity (NS)                                   | Amsterdam Centraal – Amsterdam Sloterdijk – Haarlem – Leiden Centraal – Den Haag HS – Delft – Schiedam Centrum – Rotterdam Centraal – Dordrecht – Roosendaal – Vlissingen | Rijdt alleen op weekdagen overdag en rijdt 1x/uur. Vormt tussen Amsterdam Centraal en Roosendaal een halfuursdienst met serie 2200. 's Avonds en in het weekend rijdt serie 2200 2x/uur. |
| 2400             | Intercity direct (NS)                            | Lelystad Centrum – Almere Buiten – Almere Centrum – Amsterdam Zuid – Schiphol Airport – Rotterdam Centraal | Via HSL. Wordt na 20:00 uur en op zondag vervangen door Intercity direct 12400 die enkel tussen Amsterdam Zuid en Rotterdam Centraal rijdt. Vormt een halfuursdienst met Eurocity direct 9500. Rijdt tot 8:00 richting Lelystad twee maal per uur ter vervanging van de Eurocity direct 9500.    |
| 12400            | Intercity direct (NS)                            | Amsterdam Zuid – Schiphol Airport – Rotterdam Centraal | Via HSL. Rijdt na 20:00 en op zondag. Rijdt vanaf 22:00 richting Rotterdam twee keer per uur ter vervanging van de Eurocity direct 9500. |
| 2800             | Intercity (NS)                                   | Rotterdam Centraal – Gouda – Utrecht Centraal | s Avonds na circa 21:00, op zaterdagochtend tot circa 9:00 en op zondagochtend tot circa 11:00 rijdt deze serie vanaf Utrecht Centraal door als Intercity 1700 naar Enschede. |
| 3200             | Intercity (NS)                                   | Arnhem Centraal – Ede-Wageningen – Utrecht Centraal – Amsterdam Zuid – Schiphol Airport – Leiden Centraal – Den Haag HS – Delft – Rotterdam Centraal | Stopt niet te Schiedam Centrum. Rijdt alleen van maandag tot en met donderdag tot circa 19:00. |
| 3500             | Intercity (NS)                                   | Dordrecht – Rotterdam Centraal – Schiedam Centrum – Delft – Den Haag HS – Leiden Centraal – Schiphol Airport – Amsterdam Zuid – Utrecht Centraal – 's-Hertogenbosch – Eindhoven Centraal – Helmond – Venlo | Rijdt na circa 22:30, op zaterdagochtend tot circa 9:00 en op zondagochtend tot circa 10:00 niet tussen Dordrecht en Utrecht Centraal v.v. |
| 4000             | Sprinter (NS)                                    | Uitgeest – Zaandam – Amsterdam Centraal – Breukelen – Woerden – Gouda – Rotterdam Centraal | |
| 5000             | Sprinter (NS)                                    | Den Haag Centraal – Den Haag HS – Delft – Schiedam Centrum – Rotterdam Centraal – Rotterdam Blaak – Rotterdam Lombardijen – Dordrecht | Rijdt niet na 20:00 uur en in het weekend. |
| 5100             | Sprinter (NS)                                    | Den Haag Centraal – Den Haag HS – Delft – Schiedam Centrum – Rotterdam Centraal – Rotterdam Blaak – Rotterdam Lombardijen – Dordrecht | |
| 5200             | Sprinter (NS)                                    | Den Haag Centraal – Den Haag HS – Delft – Schiedam Centrum – Rotterdam Centraal – Rotterdam Blaak – Rotterdam Lombardijen – Dordrecht | Rijdt enkel van maandag tot en met donderdag tot circa 19:00 uur. |
| Eurostar 9100    | Eurostar (Eurostar)                              | Amsterdam Centraal – Rotterdam Centraal – Brussel-Zuid – Lille-Europe – London St Pancras International | |
| 9200 IC 35       | EuroCity, Beneluxtrein (NMBS)                    | Rotterdam Centraal – Breda – Noorderkempen – Antwerpen-Centraal – Mechelen – Brussels Airport-Zaventem – Brussel-Noord – Brussel-Centraal – Brussel-Zuid | Via HSL Schiphol - Antwerpen. |
| Eurostar 9300    | Eurostar (Eurostar)                              | Amsterdam Centraal – Schiphol Airport – Rotterdam Centraal – Antwerpen-Centraal – Brussel-Zuid – Paris-Nord | Via HSL. Diverse ritten alleen tussen Amsterdam en Brussel. |
| 9500             | Eurocity Direct, Beneluxtrein (NS International) | Lelystad Centrum – Almere Buiten – Almere Centrum – Amsterdam Zuid – Schiphol Airport – Rotterdam Centraal – Antwerpen-Centraal – Brussel-Zuid | Via HSL. Tussen Schiphol en Rotterdam is bij een reis binnen Nederland een toeslag verschuldigd. Rijdt na 20:00 uur, zaterdagochtend vroeg en op zondag enkel tussen Amsterdam Zuid en Brussel-Zuid v.v.                                                                                         |
| Eurostar 9900    | Eurostar (Eurostar)                              | Amsterdam Centraal – Schiphol Airport – Rotterdam Centraal – Antwerpen-Centraal – Brussel-Zuid – [ Aéroport Charles-de-Gaulle 2 TGV – Marne-la-Vallée - Chessy ] / [ Chambéry-Challes-les-Eaux – Albertville – Moûtiers - Salins - Brides-les-Bains – Aime-La Plagne – Landry – Bourg-Saint-Maurice ] / [ Valence-Rhône-Alpes-Sud TGV – Avignon TGV – Aix-en-Provence TGV – Marseille Saint-Charles ] | Via HSL. Marne-la-Vallée - Chessy 2 keer per dag. Bourg-Saint-Maurice 1 keer per week in de winter. Marseille Saint-Charles 1 keer per week in de zomer. |
| Nachttrein 17300 | Nachttrein (Qbuzz)                               | Dordrecht – Rotterdam Centraal – Rotterdam Alexander – Gouda – Woerden – Utrecht Centraal | Rijdt op vrijdag- en zaterdagnacht twee ritten in beide richtingen. |
| 21410            | Intercity (NS)                                   | Rotterdam Centraal – Eindhoven Centraal | Nachtnet. Rijdt alleen in de nachten volgend op vrijdag en zaterdag. |

### Bussen
Het busstation van Rotterdam Centraal is niet het grootste van de regio Rotterdam (dat is Zuidplein): streekbuslijnen doen het station niet meer aan behalve lijn 40.  De RET exploiteert alle buslijnen vanaf het busstation (met uitzondering van R-net bus 456 die door EBS wordt gereden en nachtlijnen 860 en 867 die door Connexxion worden gereden). Sinds 22 augustus 2011 vertrekken de bussen vanaf een busstation aan de Conradstraat naast het Groothandelsgebouw. Ook langeafstandsbussen van o.a. FlixBus vertrekken van dit busstation.
De volgende buslijnen stoppen op station Rotterdam Centraal:
| Perron      | Lijn | Bestemming               | Via                                                                                       | Vervoerder | Bijzonderheden                                          |
| ----------- | ---- | ------------------------ | ----------------------------------------------------------------------------------------- | ---------- | ------------------------------------------------------- |
| AA          | 33   | Meijersplein/Airport     | Blijdorp, Overschie, Rotterdam Airport                                                    | RET        | 6-4-2 bus                                               |
| DD          | 38   | Station Schiedam Centrum | Oud Mathenesse                                                                            | RET        | 6-4-2 bus tussen Schiedam Centrum en Rotterdam Centraal |
| FF          | 38   | Crooswijk                | Admiraal de Ruyterweg, Oude Noorden                                                       | RET        | Gemaksbus                                               |
| AA          | 40   | Station Delft            | Overschie, Zweth                                                                          | RET        | Rijdt niet 's avonds na 19:00 uur en in het weekend.    |
| BB          | 44   | Zuidplein                | Tiendplein, Dijkzigt, Carnisse                                                            | RET        | 6-4-2 bus                                               |
| AA          | 456  | Den Haag, Leyenburg      | Marconiplein, Schiedam Centrum                                                            | EBS        | Rijdt alleen in de ochtendspits (één rit)               |
| Nachtbussen |      |                          |                                                                                           |            |                                                         |
| HH          | 860  | Goudswaard               | Busstation Heinenoord, Oud-Beijerland, Nieuw-Beijerland, Piershil                         | Connexxion | Rijdt alleen zaterdagnacht                              |
| HH          | 867  | Busstation Heinenoord    | Busstation Heinenoord, Maasdam, Strijen, Numansdorp, Klaaswaal, Westmaas, Mijnsheerenland | Connexxion | Rijdt alleen zaterdagnacht                              |

### Trams
De tramhalte van Rotterdam Centraal is de grootste van de stad en alle tramlijnen, behalve lijn 2, doen dit station aan. De volgende tramlijnen van de RET stoppen op station Rotterdam Centraal:
| Perron | Lijn | Route | Bijzonderheden                                        |
| ------ | ---- | --- | ----------------------------------------------------- |
| A en D | 1    | De Esch – Woudestein – Oostplein – Station Blaak – Beurs – Lijnbaan – Kruisplein – Station Rotterdam Centraal – Kruisplein – West-Kruiskade – Mathenesserplein – Mathenesserbrug – Marconiplein – Koemarkt – Broersvest – Station Schiedam Centrum – Parkweg – Schiedam Nieuwland – Holy                                                                        |                                                       |
| C      | 3    | Beverwaard – Beverwaardseweg – Schinnenbaan – Oude Watering – Croystraat – P+R Beverwaard – Akkeroord – Keizerswaard – Prinsenplein – Antonius IJsselmonde – Dwarsdijk – Noorderheling – Stadion Feyenoord – Varkenoordseviaduct – Vuurplaat – Lodewijk Pincoffsweg – Wilhelminaplein – Leuvehaven – Beurs – Lijnbaan – Kruisplein – Station Rotterdam Centraal | Rijdt na Rotterdam Centraal verder als tramlijn 5.    |
| A en D | 4    | Molenlaan – Bergse Dorpsstraat – Station Noord – Bergweg – Noordsingel – Heer Bokelweg – Weena – Station Rotterdam Centraal – Kruisplein – Eendrachtsplein – Mathenesserlaan – 's-Gravendijkwal – Nieuwe Binnenweg – Heemraadsplein |                                                       |
| B      | 5    | Carnisselande – Waterkant – Middeldijkerplein – Meerwede – Vrijenburg – Vrijenburgerbos – Langenhorst – Paasweide – Groene Hilledijk – Sandelingplein – Breeplein – Randweg – Beijerlandselaan – Vuurplaat – Lodewijk Pincoffsweg – Wilhelminaplein – Leuvehaven – Beurs – Lijnbaan – Kruisplein – Station Rotterdam Centraal                                   | Rijdt na Rotterdam Centraal verder als tramlijn 3.    |
| A en D | 6    | Kleiweg – Station Noord – Bergweg – Noordsingel – Heer Bokelweg – Weena – Station Rotterdam Centraal – Kruisplein – Eendrachtsplein – Mathenesserlaan – 's-Gravendijkwal – Nieuwe Binnenweg – Heemraadsplein |                                                       |
| A en D | 7    | Marconiplein – Mathenesserbrug – Mathenesserplein – West-Kruiskade – Kruisplein – Station Rotterdam Centraal – Weena – Pompenburg – Meent – Noorderbrug – Crooswijk – Boezemsingel – Oudedijk – Voorschoterlaan – Erasmus Universiteit – Burgemeester Oudlaan                                                                                                   |                                                       |
| A en D | 8    | Spangen – Marconiplein – Delfshaven – Schiemond – Westzeedijk – Euromast/Erasmus MC – Vasteland – Museumpark – Eendrachtsplein – Kruisplein – Station Rotterdam Centraal– Weena – Schiekade – Walenburgerweg – Schieweg – Franciscus Gasthuis – Melanchthonweg – Teldersweg → Wilgenlei → Meidoornweide → Larikslaan → Peppelweg → Wilgenplaslaan               |                                                       |
| A en D | 11   | De Esch – Woudestein – Oostplein – Station Blaak – Beurs – Lijnbaan – Kruisplein – Station Rotterdam Centraal – Kruisplein – West-Kruiskade – Mathenesserplein – Mathenesserbrug – Marconiplein – Koemarkt – Broersvest – Station Schiedam Centrum – Parkweg – Schiedam Nieuwland – Woudhoek                                                                    | Rijdt niet ná 19:00 uur en 's zondags vóór 12:00 uur. |
| C      | 12   | Station Rotterdam Centraal – Kruisplein – Lijnbaan – Beurs – Leuvehaven – Wilhelminaplein – Lodewijk Pincoffsweg – Vuurplaat – Varkenoordseviaduct – Stadion Feijenoord | Rijdt slechts bij evenementen in De Kuip.             |

### Metro's
| Lijn  | Van/Naar | Opmerkingen                 |
| ----- | --- | --------------------------- |
| 03    | Rotterdam Centraal – Stadhuis – Beurs – Leuvehaven – Wilhelminaplein – Rijnhaven – Maashaven – Zuidplein – Slinge – Rhoon – Poortugaal – Tussenwater – Hoogvliet- Zalmplaat – Spijkenisse Centrum – Heemraadlaan – De Akkers |                             |
| 03bis | Den Haag Centraal – Laan van NOI – Voorburg 't Loo – Leidschendam-Voorburg – Forepark – Leidschenveen – Nootdorp – Pijnacker Centrum – Pijnacker Zuid – Berkel Westpolder – Rodenrijs – Meijersplein/Airport – Melanchthonweg – Blijdorp – Rotterdam Centraal – Stadhuis – Beurs – Leuvehaven – Wilhelminaplein – Rijnhaven – Maashaven – Zuidplein – Slinge | Onderdeel van RandstadRail. |

## Fotogalerij

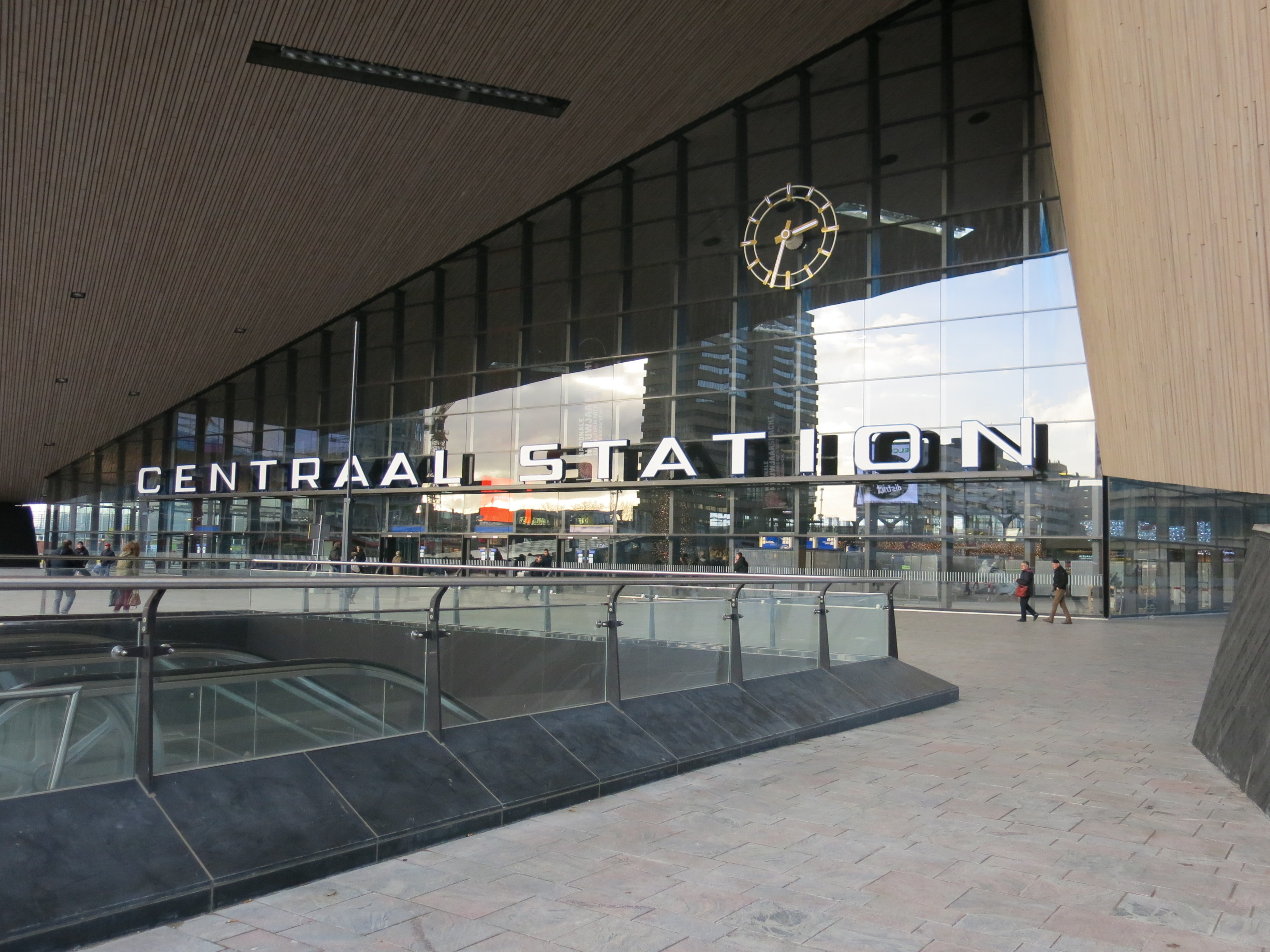
Hoofdingang, december 2013
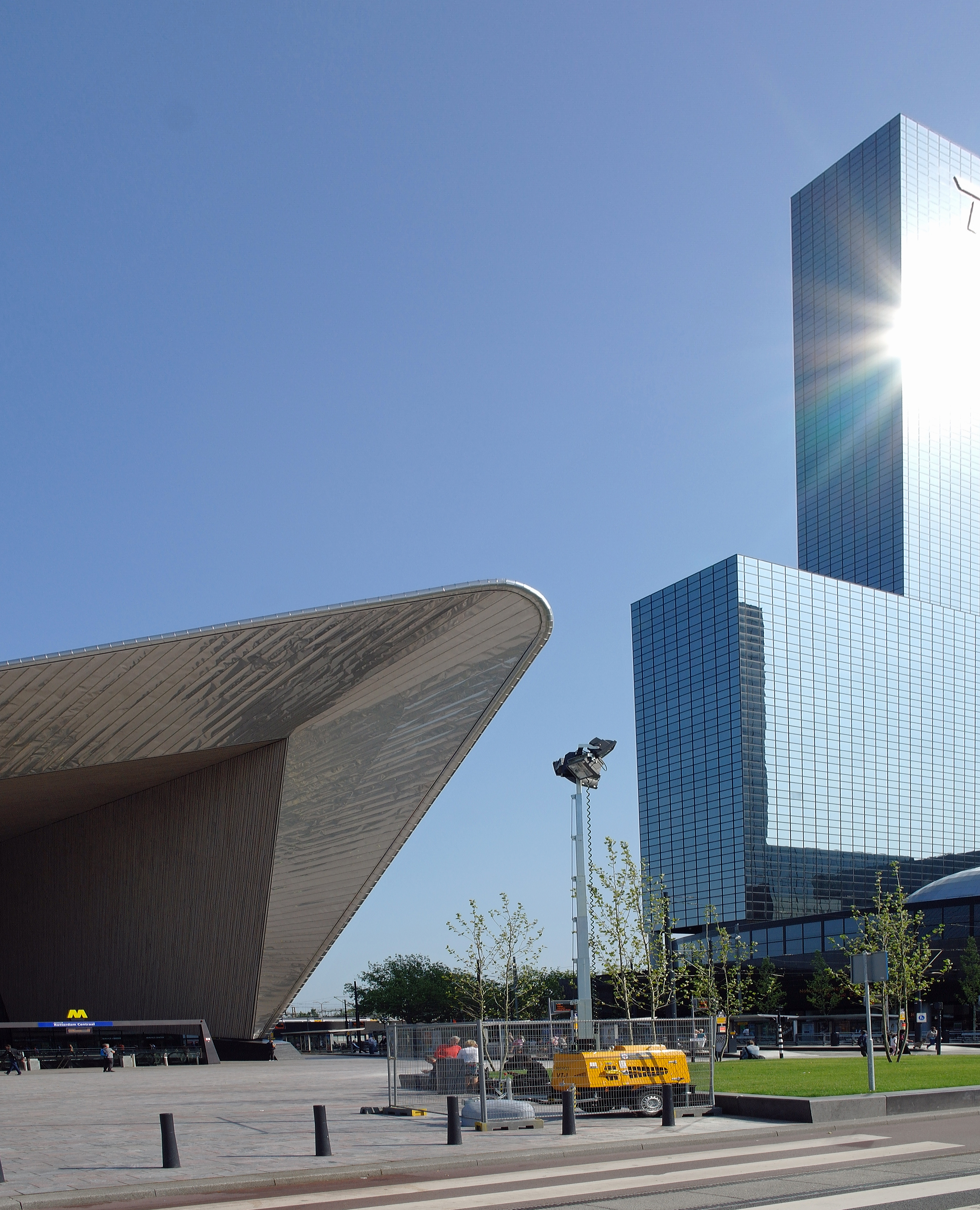
Station met het kantoorgebouw Delftse Poort, juli 2014
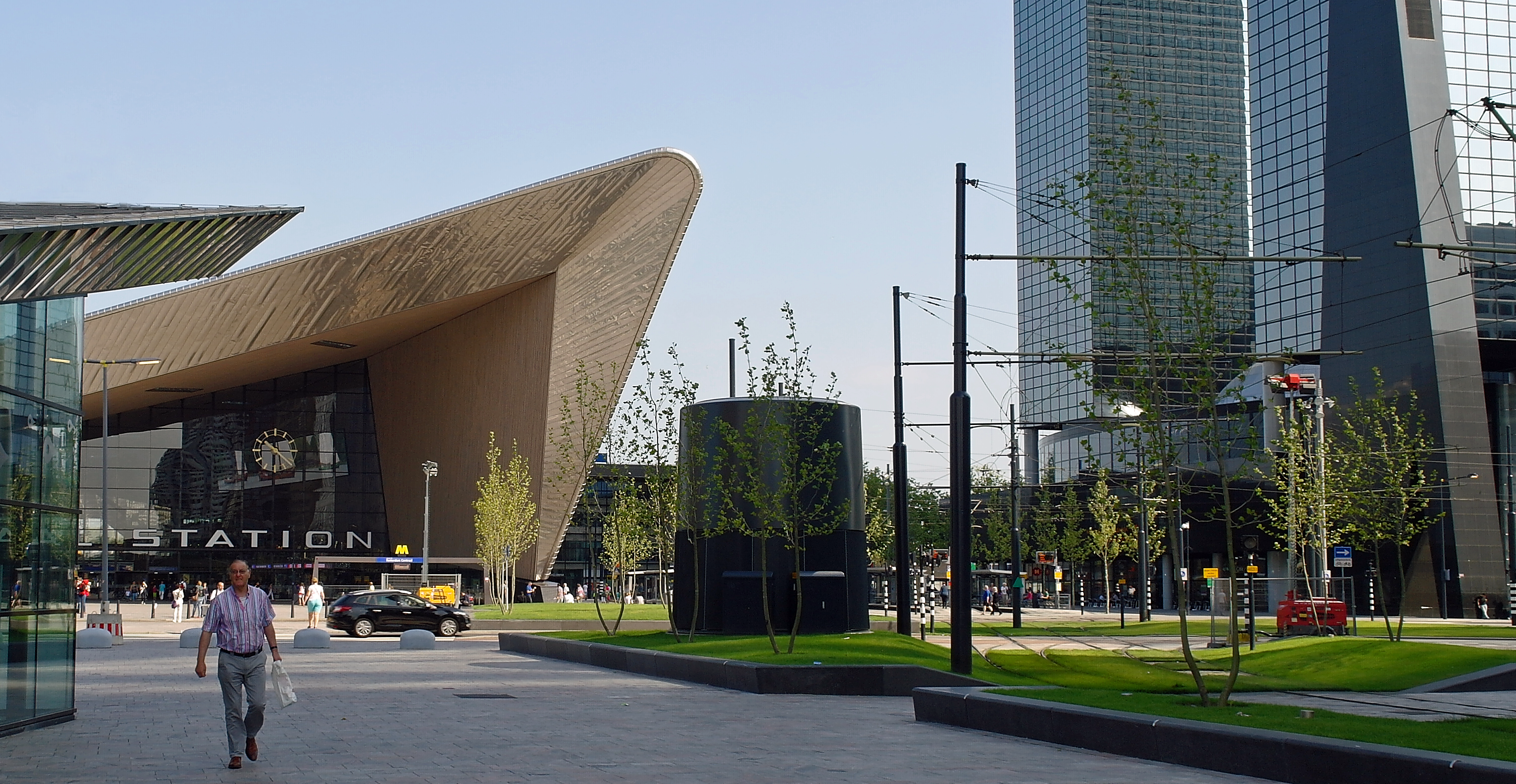
Station en omgeving, juli 2014
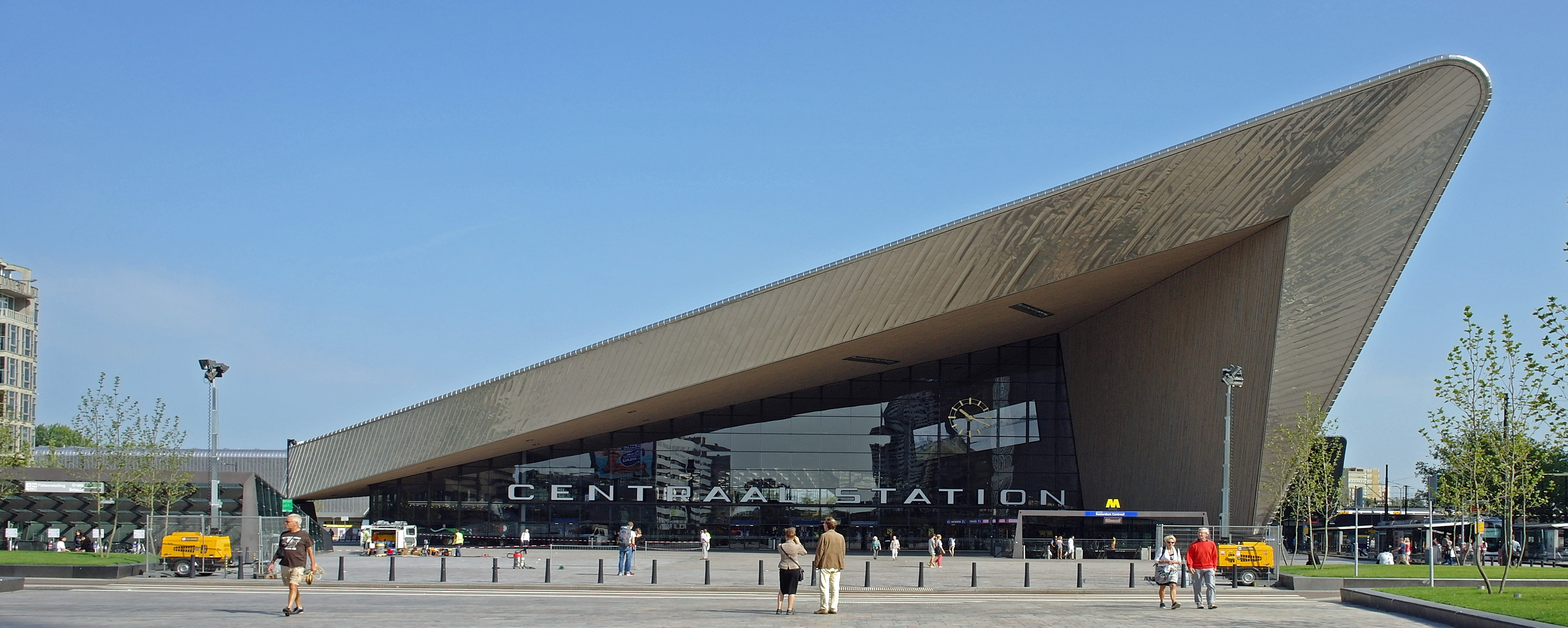
Voorgevel, juli 2014
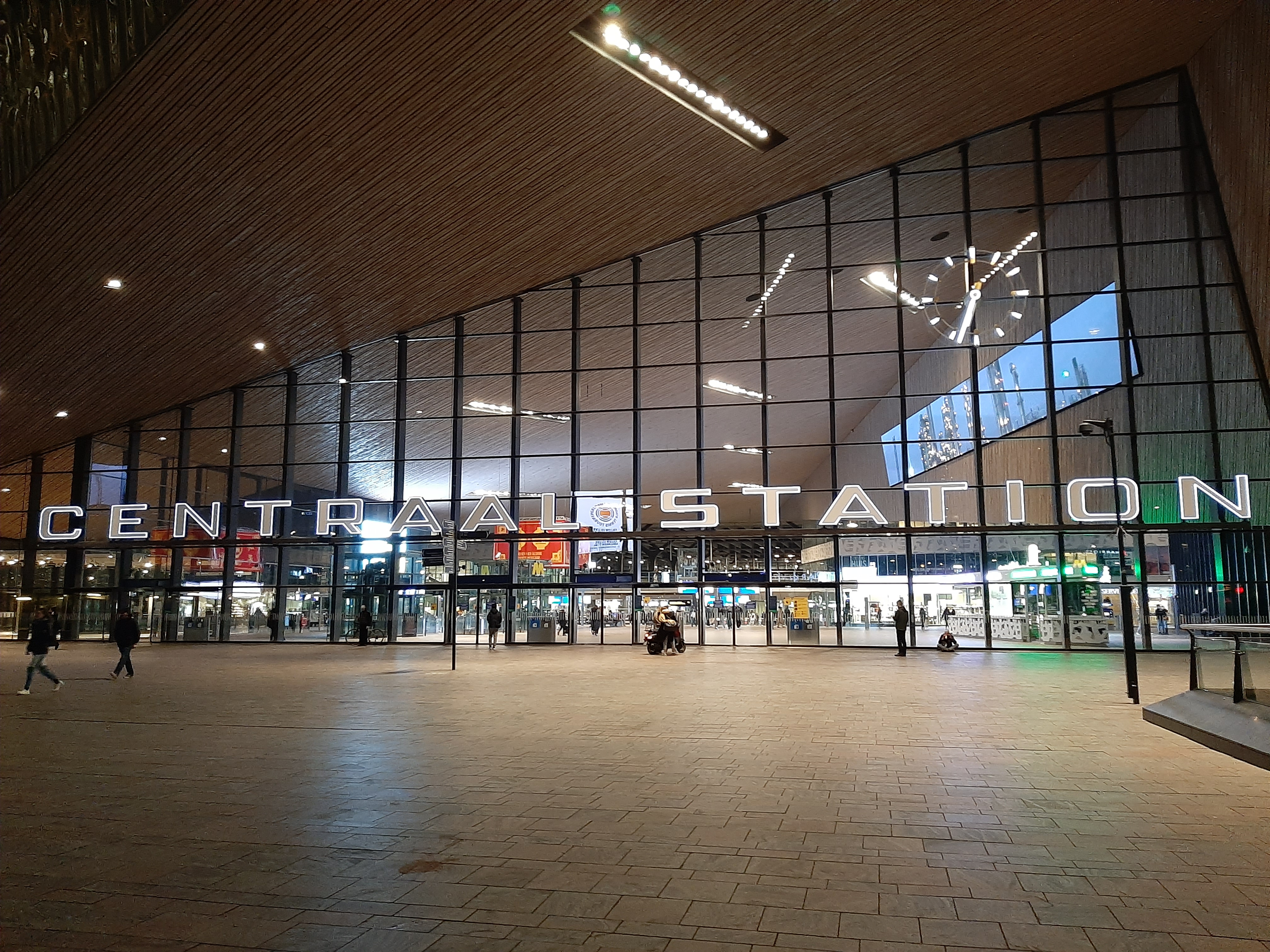
Ingang bij avond

## Ontwikkeling aantal reizigers
Het aantal door NS vervoerde reizigers (per gemiddelde werkdag) ontwikkelde zich sedert 2019 als volgt:
| Jaar | Aantal reizigers |
| ---- | ---------------- |
| 2019 | 120.670          |
| 2020 | 51.780           |
| 2021 | 55.553           |
| 2022 | 88.983           |
| 2023 | 104.840          |
| 2024 | 102.866          |

## Diversen
- In 2008, zes jaar voor de opening, was het station al te zien in Miniworld Rotterdam.
- In 2022 plaatste het station Ghostface-poppen op het dak als meeuwenverschrikkers omdat de vogels gewend waren geraakt aan de eerder gebruikte nep-roofvogels. Uitwerpselen tasten het roestvast-stalen dak aan en veren verstoppen de regenwaterafvoer. Zonder verjaging moet de NS het dak elke drie maanden helemaal laten schoonmaken.[7]